# Малеев Ров
Малеев ров или Малеев овраг (укр. Маліїв Рів, Маліїв Яр) — лесное урочище, городской лесопарк, расположенный на территории Новозаводского района Чернигова. Площадь — 7, 11,7 га.
На территории урочища расположен памятник природы местного значения «Группа вековых дубов», общей площадью 0,5 га.
На территории урочища (между нефтебазой и перекрестком улиц Кропивницкого и Старопосадской) расположен памятник истории местного значения «Братская могила мирных жителей, расстрелянных фашистами в 1942 году» (1942, 1973) с охранным №31, без охранной зоны.

## Описание
Лесопарк расположен на надпойменной террасе реки Десна (правый берег) — севернее усадебной застройки улиц Ильинская и Кропивницкого (Лесковица) и южнее многоэтажной жилой застройки улицы Толстого (Посёлок ТЭЦ). Малеев ров занимает узкую вытянутый с северо-востока на юго-запад полосу длинной 1 км вдоль мысовидного выступа Болдиных гор. На северо-восточной оконечности примыкает участок историко-архитектурного заповедника «Чернигов древний» на Болдиной горе, где расположены Троицко-Ильинский монастырь и парк.
Абсолютные высоты бо́льшей части урочища колеблются в пределах 112-140 м над уровнем моря — высоты возрастают исходя из ландшафта мысовидного выступа (при подъёме на него).

## Природа
Растительность урочища преимущественно лиственными породами деревьев, среди которых клён, ясень, тополь, вяз, липа, а также группы вековых дубов, что являются памятниками природы местного значения. Малеев ров занимается относительно малозастроенную часть города и поэтому здесь сохранились первозданные живые комплексы. Здесь наблюдается вытеснение аборигенных видов адвентивными. Наличие двух гипсометрических уровней создает в урочище арену развития геологических процессов: эрозии, оползней, поверхностного смыва.
В составе флоры урочища Малиев ров (овраг) обнаружено 119 видов сосудистых растений. Среди них эдификаторами на лесных участках являются дуб черешчатый (Quercus robur) и антипка (Prunus mahaleb), на луговых — костёр ржаной (Bromus secalinus) и мятлик луговой (Poa pratensis). Именно они определяют фитоценотическую среду. Подавляющая часть обнаруженных видов является ассектаторами и мало влияют на формирование среды изнутри. Среди доминантов отмечены дуб черешчатый (Quercus robur), клён остролистный (Acer platanoides), липа сердцевидная (Tilia cordata), антипка (Prunus mahaleb), крапива двудомная (Urtica dioica), пырей ползучий (Elytrigia repens). Часто встречаемые виды («высокая частота попадания»): костёр ржаной (Bromus secalinus), вяз гладкий (Ulmus laevis), бузина чёрная (Sambúcus nígra), горошек четырёхсемянный (Vicia tetrasperma), колокольчик болонский (Campanula bononiensis), девичий виноград пятилисточковый (Parthenocíssus quinquefolia), жимолость татарская (Lonicera tatarica), лютик едкий (Ranunculus acris), гусиный лук малый ( Gagea minima), Ирга круглолистная (Amelanchier ovalis), клён ясенелистный (Acer negundo), одуванчик лекарственный (Taraxacum officinale), латук дикий (Lactuca serriola), латук постенный (Mycélis muralis), молочай кипарисовый (Euphorbia cyparissias), подмаренник цепкий (Galium aparine), подорожник ланцетный (Plantago lanceolata), недотрога мелкоцветковая ( Impatiens parviflora), спорыш птичий (Polygonum aviculare), тимофеевка луговая (Phleum pratense), фиалка Рейхенбаха (Viola reichenbachiana), кирказон ломоносовидный (Aristolochia clematitis), луговик дернистый (Deschampsia caespitosa), ясень обыкновенный (Fraxinus excelsior).
В фитоценозах Малиевого оврага есть 3 яруса: I — древесный, II — кустовой, III — травяной. В отдельную группу внеярусных отнесены лианы (2 вида: девичий виноград пятилисточковый Parthenocíssus quinquefolia и хмель обыкновенный Humulus lupulus). По количеству видов самый богатый травяной ярус — 93 вида или 78,2% встречаются только в травяном ярусе. В древесном ярусе 17 видов (14,3%), также участвующих в формировании кустарникового и травяного ярусов. 7 видов (5,9%) встречаются в кустарниковом ярусе.
По водному режиму больше всего найдено мезофитов – 68 видов (57,1%). Ксеромезофитов, гигромезофитов и мезоксерофитов — соответственно 25, 17 и 8 видов. Лук медвежий (Allium ursinum) принадлежит к мезогигрофитной экологической группе.
По региональному распределению большинство видов относятся к европейскоазиатскому типу — 36 видов. Меньший показатель у европейского и евпропейско-западноазиатского типов — по 31 виду. Циркумполярний тип — 13 видов, европейско-американский — 5, американский — 2, и только один вид рейнутрия японская (Reynoutria japonica) относится к восточноазиатскому региональному типу ареала.
С ботанико-географических позиций интересно распространение антипки (Prunus mahaleb) на склонах Малиевого оврага. Популяция антипки площадью 1500 м² в Чернигове — уникальна для Полесья, поскольку является наиболее удаленным на север локалитетом за пределами сплошного распространения этого вида.
В Малиевом овраге встречается 69 синантропных видов, принадлежащих к апофитной и адвентивной фракции. В апофитной фракции обнаружены эвапофиты –— 21 вид, гемиапофиты — 13 видов, а апофиты случайные — 7 видов.